# Batman & Robin
Batman & Robin (ptr/bra: Batman e Robin) é um filme norte-americano de 1997, dirigido por Joel Schumacher. O filme é o quarto e último da série de filmes do personagem Batman da DC Comics, que foi iniciada por Tim Burton em 1989, sendo a continuação de Batman Forever (1995), com George Clooney substituindo Val Kilmer no papel principal. O elenco também inclui Arnold Schwarzenegger, Uma Thurman, Chris O'Donnell e Alicia Silverstone. A história do filme tem Batman e seu parceiro Robin lutando para manterem sua parceria juntos, eventualmente tendo a ajuda da Batgirl, ao tentar impedir que Mr. Freeze (Senhor Frio, no Brasil), Poison Ivy (Hera Venenosa) e Bane dominem Gotham City com gelo e vegetação.
O desenvolvimento para Batman & Robin começou imediatamente após Batman Forever, e a Warner Bros. encomendou o filme para um lançamento em junho de 1997. As filmagens começaram, em setembro de 1996 e terminaram em janeiro de 1997, duas semanas antes do cronograma de filmagem.
Batman & Robin foi lançado em 20 de junho de 1997, e recebeu criticas bastante negativas. Os observadores criticaram o filme por sua abordagem leve e camp reminiscente da série televisiva de Batman, bem como insinuações homossexuais. Apesar de estrear no topo das bilheterias e conseguir recuperar seu orçamento com US$238 milhões mundialmente, foi o filme menos lucrativo do herói. Batman & Robin recebeu 11 indicações na cerimônia de 1997 do Framboesa de Ouro, incluindo uma para Pior Filme, e frequentemente é listado entre os piores filmes de super-heróis de todos os tempos. Após isso, a Warner Bros cancelou o projeto para uma continuação e a série de filmes acabou sendo reinicializada com o filme Batman Begins (2005) pelo diretor Christopher Nolan.

## Enredo
Batman e Robin tentam impedir Mr. Freeze de roubar diamantes do Museu de Gotham City, mas o vilão escapa. A dupla dinâmica logo descobre que Mr. Freeze costumava ser o cientista especializado em criogenia Victor Fries, que tentava encontrar uma cura para sua esposa, Nora, que sofria de uma doença terminal chamada Síndrome de MacGregor. Após um acidente de laboratório Fries se tornou dependente de um poderoso traje que usa diamantes para manter seu corpo em temperaturas abaixo de zero.
Na América do Sul, Pamela Isley está trabalhando para o Dr. Jason Woodrue, um cientista louco que está fazendo experiências com uma substância esteróide chamada "Veneno". Ela testemunha Woodrue usar a fórmula para transformar um condenado diminutivo em uma monstruosidade apelidado de "Bane". Woodrue e Isley discutem sobre o uso da droga, e Woodrue derruba uma prateleira com várias toxinas acima dela. Isley se transforma na bela e sedutora Poison Ivy antes de matar Woodrue com um beijo de seus lábios venenosos. Ela descobre que a Wayne Enterprises estava financiando Woodrue, então ela e Bane vão para Gotham.
Enquanto isso, a sobrinha do mordomo Alfred Pennyworth, Barbara Wilson, faz uma visita surpresa e é convidada por Bruce Wayne para ficar na Mansão Wayne até que ela volte para a escola. Alfred revela também estar sofrendo de Síndrome de MacGregor.
Poison Ivy interrompe a conferência de imprensa da Wayne Enterprises para propor um projeto que poderia ajudar o meio ambiente. Bruce Wayne declina a oferta, já que mataria milhões de pessoas. Naquela noite, um evento de caridade visando atrair Mr. Freeze é realizado pela Wayne Enterprises, com Batman e Robin de vigília no lugar. Poison Ivy decide seduzi-los, e Freeze invade o lugar para roubar diamantes. É capturado e enviado para uma prisão de câmara no Asilo Arkham, mas escapa com a ajuda de Ivy e Bane.
Robin torna-se apaixonado por Ivy e começa a se revoltar contra Batman. Ivy desliga o suporte de vida de Nora, acusando Batman de ter cometido a ação, para convencer Freeze a tentar destruir Gotham. Ivy então aprisiona Robin quando ele não cede aos seus encantos, e também subjuga Batman quando ele chega para salvar o parceiro. Então Barbara, agora fantasiada com um traje especial de Batgirl, aparece e luta com Ivy, eventualmente a derrotando.
Batman, Robin e Batgirl decidem ir atrás de Freeze juntos. No momento em que chegam no local onde Freeze e Bane estão, Gotham é completamente congelada. Robin e Batgirl enfrentam Bane e o derrotam, enquanto Batman e Freeze lutam entre si, com Batman vencendo. Batgirl e Robin descongelam Gotham usando satélites que refletem a luz do sol.
Batman então mostra a Freeze uma gravação de Ivy admitindo que matou Nora, ao mesmo tempo em que admite que restauraram o suporte de vida da esposa para que Freeze possa terminar a sua pesquisa em Arkham. Batman pede a Freeze a cura que ele criou para a primeira fase da doença Síndrome de MacGregor para Alfred; Freeze perdoa Batman, dando-lhe o remédio que ele havia desenvolvido.
Ivy é presa em Arkham com o vingativo Freeze como seu companheiro de cela, Alfred é finalmente curado, e Barbara é aceita como parte do time de combatentes do crime.[carece de fontes?]

## Elenco
- Arnold Schwarzenegger como Dr. Victor Fries / Sr. Frio: Um biólogo molecular que sofre um terrível acidente enquanto tentava preservar criogenicamente sua esposa que se encontrava doente. Como resultado, ele se transforma em um criminoso forçado a viver em um traje de sub-zero equipado com diamantes. Patrick Stewart foi considerado para o papel,[2] antes que o roteiro foi reescrito para contratarem Schwarzenegger.[3] Schumacher decidiu que Mr. Freeze deve ser "grande e forte como foi esculpido de uma geleira". Schwarzenegger foi pago um salário de US $ 25 milhões para o papel,[4][5] enquanto sua maquiagem levou seis horas para aplicar a cada dia.[6]
- George Clooney como Bruce Wayne / Batman: Um bilionário industrial que testemunhou o assassinato de seus pais quando ainda era um garoto. A noite, Bruce torna-se Batman, protetor e vigilante de Gotham City. Eric Lloyd interpretou ele como uma criança em uma cena de flashback. Val Kilmer decidiu não repetir seu papel de Batman Forever. O diretor Joel Schumacher admitiu ter dificuldade em trabalhar com Kilmer em Forever. "Ele meio que saiu", disse Schumacher, "e nós meio que o demitimos".[7] Kilmer disse que não estava ciente da produção via rápida e já estava comprometido com The Saint (1997). Schumacher escalou Clooney no papel, porque ele sentiu que o ator poderia fornecer uma interpretação semelhante ao personagem de Michael Keaton (em Batman e Batman Returns) e Kilmer. O cronograma de filmagem permitiu que Clooney também trabalhasse simultaneamente em ER, sem conflitos de agenda.
- Chris O'Donnell como Dick Grayson / Robin: O parceiro de Batman no combate ao crime e está sob a proteção de Bruce Wayne. Começou a se irritar contra a autoridade de Batman.
- Uma Thurman como Pamela Isley / Hera Venenosa: Uma estudante de botânica enlouquecida que se torna uma ecoterrorista após ser empurrada em frascos de produtos químicos, venenos e toxinas. Demi Moore foi considerada para o papel. Thurman assumiu o papel porque ela gostou da caracterização de "mulher fatal" na personagem.
- Alicia Silverstone como Barbara Wilson / Batgirl: Seus pais morreram em um acidente de carro e Alfred, seu tio, estava muito perto de sua mãe, Margaret. Silverstone foi a primeira e única escolha para o papel.
- Michael Gough como Alfred Pennyworth: O mordomo de confiança para Bruce Wayne e Dick Grayson. Alfred está morrendo de uma doença rara em que a esposa de Mr. Freeze também sofre.
- Pat Hingle como James Gordon: O comissário da polícia de Gotham City. Está sempre perto de Batman para informa-lo sobre inúmeros crimes.
- John Glover como Dr. Jason Woodrue: Um cientista louco com um desejo de dominar o mundo através de seu veneno de poder "supersoldado". É responsável pela criação de Bane e Poison Ivy, o último é quem o mata com um beijo de seus lábios tóxicos.
- Elle Macpherson como Julie Madison: A namorada de Bruce Wayne. Ela quer se casar com Bruce, mas ele não se interessa, temendo por sua segurança.
- Vivica A. Fox como Srª. B. Haven: A assistente sexy de Mr. Freeze e que flerta com ele constantemente. Ele não dá atenção, como ele ainda é apaixonado por sua esposa.
- Vendela Kirsebom como Nora Fries: A esposa de Mr. Freeze que está criogenicamente congelada.
- Elizabeth Sanders como Gerty Fofoca: A colunista das fofocas de Gotham.
- Robert "Jeep" Swenson como Antonio Diego / Bane: Um ser com energia muscular e guarda-costas de Poison Ivy, que foi originalmente um criminoso diminutivo. Transformado em um extremamente poderoso "Super-soldado" tendo sua força melhorada graças ao "Veneno", foi visto ajudando os principais vilões de várias maneiras, inclusive trazendo de volta o traje de Mr. Freeze do Asilo Arkham, e lutando contra os heróis principais várias vezes, acabou sendo derrotado por Robin e Batgirl depois de terem encontrado uma maneira de parar o fluxo de veneno para seu cérebro.
- Michael Paul Chan como o Dr. Lee: O cientista que sequestra Mr. Freeze.

## Dublagem brasileira
- George Clooney (Bruce Wayne/ Batman): Marco Antônio Costa
- Arnold Schwarzenegger (Dr. Victor Fries/ Mr. Freeze): Garcia Júnior
- Chris O'Donnell (Dick Grayson/ Robin): Manolo Rey
- Uma Thurman (Dra. Pamela Isley/ Hera Venenosa): Miriam Ficher
- Alicia Silverstone (Barbara Wilson/ Batgirl): Adriana Torres
- Michael Gough (Alfred Pennyworth): Waldir Fiori
- Pat Hingle (Comissário James Gordon): Orlando Drummond
- Elle MacPherson (Julie Madison): Lina Rossana
- Vendela Kirsebom (Nora Fries): Andrea Murucci
- John Glover (Dr. Jason Woodrue): Carlos Seidl
- Vivica A. Fox (Sra. B. Haven): Márcia Morelli
- Doug Hutchison (Golum): Walmir Barbosa
- Elizabeth Sanders (Gossip Gerty): Sumára Louise
- Coolio (Banqueiro): Samir Murad
- Bruce Roberts (Policial): André Belizar[carece de fontes?]

## Produção
Com o sucesso de bilheteria de Batman Forever em junho de 1995, a Warner Bros. encomendou imediatamente uma continuação. Eles contrataram o diretor Joel Schumacher e o roteirista Akiva Goldsman para repetir suas funções, imediatamente em agosto, e decidiram que era melhor para a produção via rápida, uma data de lançamento para junho de 1997. Schumacher queria homenagear tanto o estilo brega amplo da série de televisão de 1960 quanto o trabalho de Dick Sprang. A história de Batman & Robin foi concebida por Schumacher e Goldsman durante a pré-produção de A Time to Kill Trechos da história de Mr. Freeze se basearam no episódio "Heart of Ice" do Batman: The Animated Series, escrito por Paul Dini. A data original era agosto de 1996, mas as filmagens não começaram até 12 de setembro de 1996. As filmagens de Batman & Robin terminaram no final de Janeiro de 1997, duas semanas à frente do cronograma de filmagem. O filme foi filmado principalmente na Warner Bros Studios em Burbank, Califórnia.
Ao comparar o trabalho com Batman Forever, Chris O'Donnell, que interpretou Robin, explicou, "Eu senti como se tudo tivesse ficado um pouco mais leve na segunda vez, em 'Batman Forever', eu senti como se estivesse fazendo um filme, na segunda vez, senti como se estivesse fazendo comercial de brinquedos para crianças". De acordo com John Glover, que interpretou o Dr. Jason Woodrue, Joel Schumacher sentava-se em um guindaste com um megafone e gritava antes de cada exame, 'Lembrem-se, todos: isto é um desenho animado', era difícil definir o tom para o filme". A diretora de arte, Barbara Ling, admitiu suas influências para o modelo "letreiro em néon" de Gotham City. "Gotham é como uma Feira Mundial em êxtase". Rhythm and Hues e Pacific Data Images criou as seqüências de efeitos visuais, com John Dykstra e Andrew Adamson foram creditados como supervisores de efeitos visuais.

## Trilha sonora
Elliot Goldenthal voltou a escrever a música original do filme. Assim como em Batman Forever, foi lançado uma trilha sonora dando mais destaque para artistas de rock como The Smashing Pumpkins (cuja contribuição, "The End Is the Beginning Is the End" ganhou um Grammy de Melhor Performance de Hard Rock), Goo Goo Dolls e R.E.M. Três canções da trilha chegaram ao top 10 norte-americano, a canção original de R. Kelly "Gotham City", e as músicas já existentes "Foolish Games" de Jewel e "Look Into My Eyes" de Bone Thugs-n-Harmony.

## Publicidade
O trailer do filme Batman & Robin estreou no 19 de fevereiro de 1997 no programa televisivo Entertainment Tonight. A Warner Bros gastou US$ 15 milhões para comercializar e promover o filme, além de seu orçamento de produção de $ 125 milhões.  O estúdio também trouxe empresas de brinquedos para a pré-produção do filme, incluindo o projeto de arte conceitual e ilustrações de personagens. O diretor Joel Schumacher criticou a Warner Bros por focar demais no merchandising do filme. Vários parques Six Flags tiveram montanhas-russas inspiradas no filme.

## Recepção

### Bilheteria
Batman & Robin foi lançado em 20 de junho de 1997 na América do Norte. Estreou no topo da bilheteria com US$42,8 milhões em seu fim de semana de estreia, a terceira maior abertura de 1997. No entanto, o filme teve uma queda de 63% em seu faturamento na segunda semana, considerado por analistas como impacto de boca-a-boca negativo das audiências. Além disso, Batman & Robin enfrentou a concorrência das estreias de Face/Off e Hercules. Schumacher culpou a imprensa marrom iniciada por Harry Knowles do "Aint It Cool News" e sites de cinema, tais como Dark Horizons. O filme faturou 107,3 milhões de dólares na América do Norte e mais 130,9 milhões internacionalmente, chegando a um total mundial de 238,2 milhões de dólares. Foi o primeiro filme de Batman a não constar entre as dez maiores bilheterias do ano, e o filme menos lucrativo do herói. A Warner Bros. admitiu que o faturamento nos EUA foi abaixo da expectativa, mas notou melhor aceitação internacional.

### Crítica
Resenhas de Batman & Robin foram negativas, tendo somente 11% de aprovação pelos críticos especializados do Rotten Tomatoes; considerando o filme excessivamente leve e camp beirando a autoparódia. Muitos críticos também notaram tons homossexuais, com o próprio George Clooney dizendo que interpretou um Batman gay. O filme é frequentemente listado entre as piores produções de super-heróis da história. Joel Schumacher expressou vergonha sobre o resultado final, dizendo que foi vítima das pressões do estúdio por um filme menos sombrio para diversão familiar. Clooney também criticou o filme, dizendo que matou a franquia, e descrevendo Batman & Robin como um "desperdício de dinheiro".

### Legado
Durante as filmagens de Batman & Robin, a Warner Bros ficou impressionada, levando-os a contratar imediatamente Joel Schumacher para retornar como diretor em uma continuação. No entanto, o escritor Akiva Goldsman, que trabalhou em Batman Forever e Batman & Robin, com Schumacher, recusou a chance de escrever o roteiro. No final de 1996, a Warner Bros contratou Schumacher e Mark Protosevich para escreverem o roteiro de um quinto filme do Batman. O lançamento projetado foi para meados de 1999 e a data foi anunciada. O projeto foi intitulado de Batman Triunphant, o roteiro de Protosevich apresentava o Espantalho como o vilão principal. Através do uso de sua toxina do medo, ele ressuscitaria o Coringa como uma alucinação na mente do Batman. Arlequina apareceria como uma personagem coadjuvante, descrita como a filha do Coringa. George Clooney e Chris O'Donnell foram definidos para repetir seus papéis como Batman e Robin.
No entanto, quando Batman & Robin recebeu críticas negativas e não positivas como seus antecessores, a Warner Bros não tinha mais certeza sobre seus planos para o Batman Triuphant. O estúdio decidiu que era melhor supor um filme em live-action do Batman Beyond e uma adaptação da revista Batman: Ano Um de Frank Miller. A Warner então avançava um projeto com qualquer ideia lhes convinham mais. Schumacher sentiu que "devemos a cultura Batman de um filme realista. Eu iria voltar para o básico e fazer um retrato negro do "Cavaleiro das Trevas". Ele se aproximou da Warner Bros para dirigir Batman: Year One, em meados de 1998, mas estavam mais interessados na contratação de Darren Aronofsky. Aronofsky e Frank Miller desenvolveram um roteiro de Year One com Aronofsky para dirigir, mas acabou sendo cancelado. Christopher Nolan acabou sendo contratado para dirigir o próximo filme do Batman em janeiro de 2003, resultando no Batman Begins (2005) que reiniciou a franquia.
A atriz Alicia Silverstone recebeu um Framboesa de Ouro como pior atriz e foi criticada por sua forma física. A atriz foi apelidada de "Fatgirl" pela imprensa e seu peso comparada ao do protagonista do filme Babe: Pig in the City. Em 2020, Silverstone alegou que as críticas a abalaram emocionalmente na época e a fizeram repensar sua carreira.

## Principais prêmios e indicações
Prêmio Saturno 1998 (Academy of Science Fiction, Fantasy & Horror Films, EUA)
- Indicado nas categorias de Melhor Figurino, Melhor Maquiagem e Melhor Filme de Fantasia.

Framboesa de Ouro 1998 (EUA)
- Venceu na categoria de Pior Atriz Coadjuvante (Alicia Silverstone).
- Indicado na categoria de Pior Filme, Pior Diretor, Pior Remake ou Sequência, Pior Roteiro, Pior Canção Original ("The End is The Beginning is The End", do cantor americano Billy Corgan), Pior Ator Coadjuvante (Arnold Schwarzenegger e Chris O'Donnell), Pior Atriz Coadjuvante (Uma Thurman), Pior Dupla (George Clooney e Chris O'Donnell) e Desrespeito à Vida Humana e à Propriedade Privada.